# Leccinum manzanitae
Léccinum manzanítae (лат.) — съедобный гриб из семейства болетовые (Boletaceae).

## Описание
- Шляпка 7—20 см в диаметре, в молодом возрасте шарообразная, со временем становится подушковидной. Поверхность липкая, иногда растрескивающаяся, ворсистая, тёмно-красного цвета.
- Мякоть 2—4 см толщиной, белого цвета, на воздухе медленно становится тёмно-коричневато-серой. Изменение цвета более заметно у молодых плодовых тел.
- Трубочки 1—2,5 см длиной. Трубчатый слой приросший к ножке, светло-оливково цвета, при повреждении темнеет.
- Ножка 10—16 см длиной, 1,5—3,5 см толщиной, сухая, густо покрытая с возрастом темнеющими чешуйками.
- Споровый порошок коричневого цвета. Споры 13—17×4—5,5 мкм. Базидии четырёхспоровые, 27—32×6—9 мкм. Цистидии 23—32×4—6 мкм[1].

## Распространение и экология
Leccinum manzanitae образует микоризу с видами родов Arbutus и Arctostaphylos. В Северной Америке произрастает в частности в Орегоне и Калифорнии.

## Сходные виды
- Leccinum ponderosum с такой же тёмно-красной шляпкой, но мякоть на воздухе цвет не меняет.
- Leccinum armeniacum произрастает с теми же растениями, но шляпка более оранжевая.